# 沃伊特冰原島峰
74°22′S 72°27′W / 74.367°S 72.450°W
沃伊特冰原島峰（英語：Voight Nunatak），是南極洲的冰原島峰，位於帕爾默地，海拔高度約1,500米，處於托爾夫森冰原島峰西北面6公里，屬於伊冰原島峰的一部分，美國地質調查局根據測量和該國海軍的空中照片繪入地圖，現時由南極條約體系管理。